# Раян Еляль
Раян Еляль (фр. Rayan Helal; нар. 21 січня 1999) — французький велогонщик, бронзовий призер Олімпійських ігор 2020 року.

## Виступи на Олімпіадах
| Олімпіада  | Дисципліна       | Місце |
| ---------- | ---------------- | ----- |
| Токіо 2020 | спринт           | 21    |
| Токіо 2020 | командний спринт | 3     |
| Токіо 2020 | кейрін           | 10    |